# Турбів (станція)
Турбів — колишня вантажна станція Південно-Західної залізниці (Україна), кінцева станція на лінії від ст. Калинівка I (20 км).
Розміщена в однойменному селищі міського типу, зв'язана з основними заводами населеного пункту.
Відкрита 1900 року при побудові вузькоколійної залізниці Гайворон — Бердичів — Житомир. Пізніше перешита на широку колію. Закрита в 2015 році, що спричинило велике обурення місцевих мешканців.

## Галерея

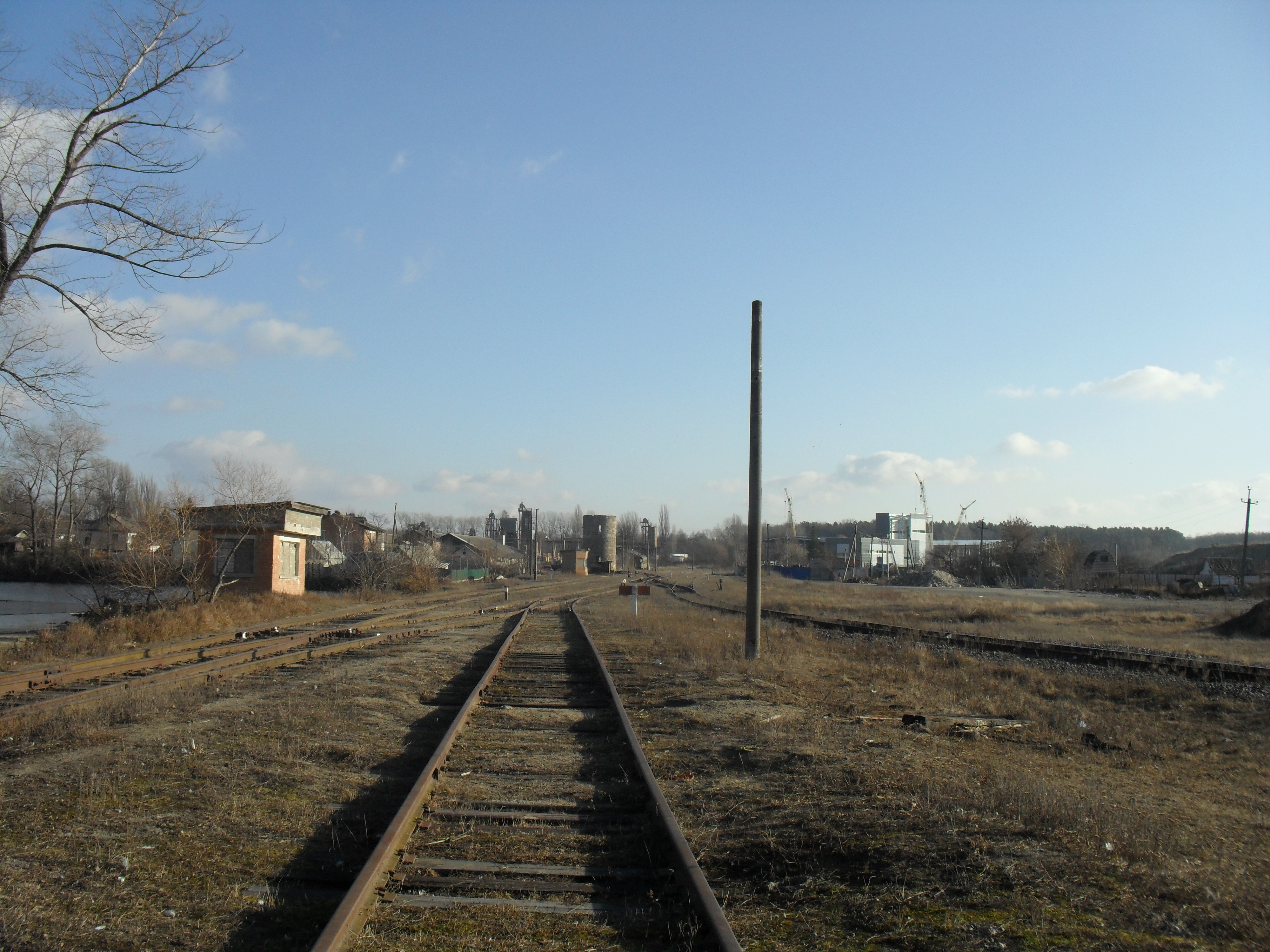
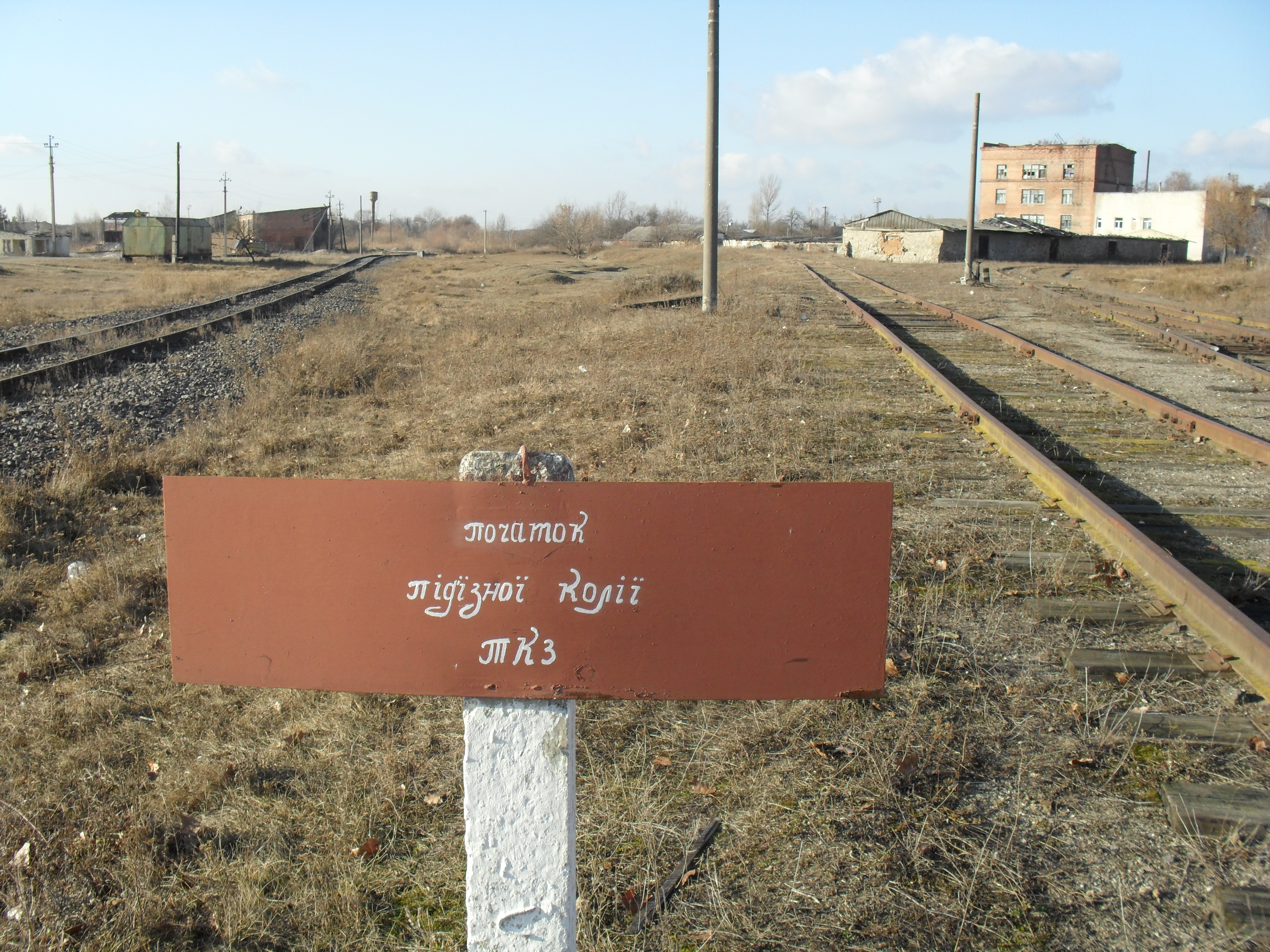
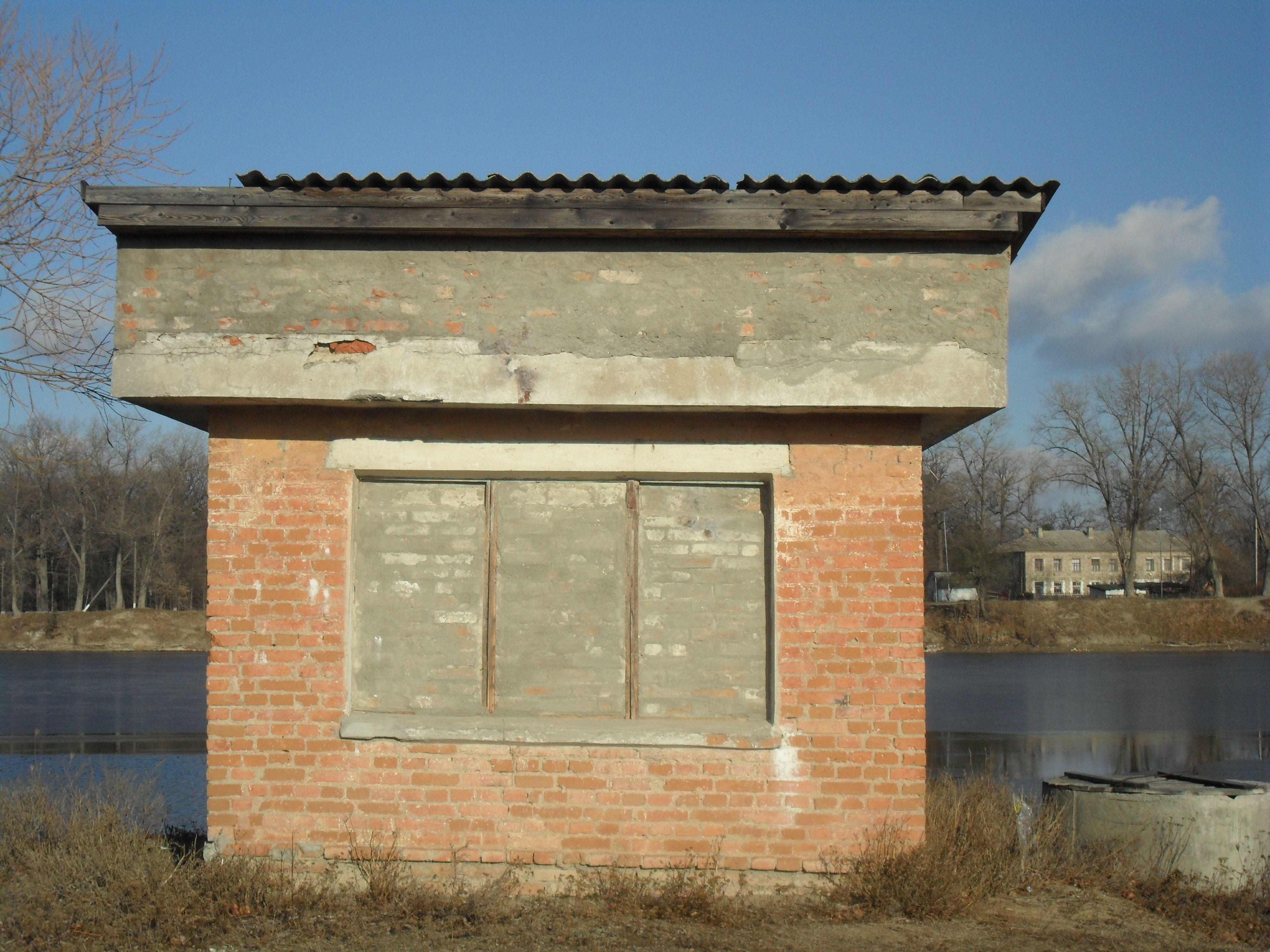
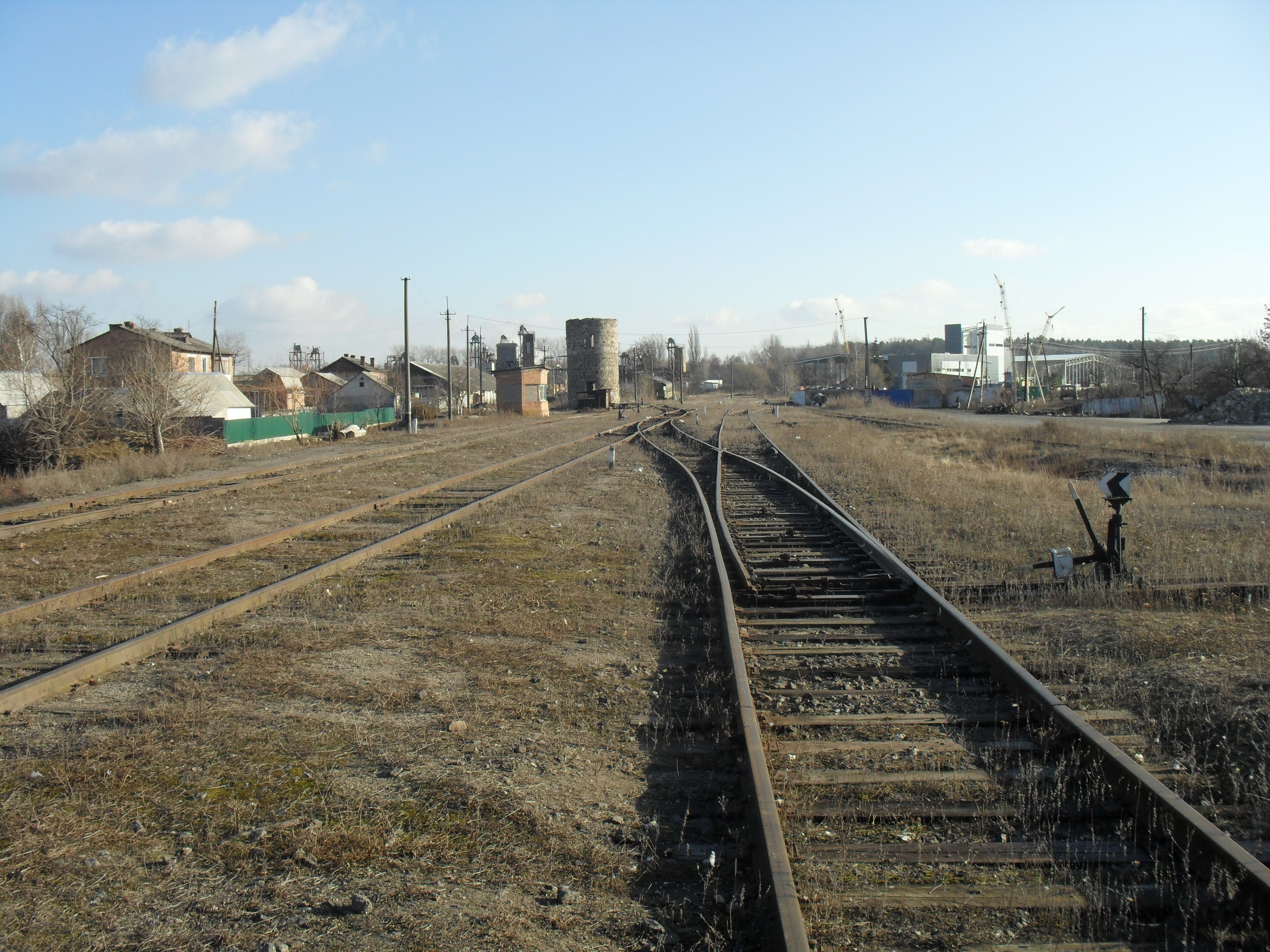